# Fedor Kritovac
Fedor Kritovac (Zagreb, 22. kolovoza 1938. – Zagreb, 28. siječnja 2011.), hrvatski arhitekt i kritičar.

## Biografija
Fedor Kritovac rođen je 1938. godine u Zagrebu gdje se školuje, živi i radi. Godine 1963. završio je u Zagrebu studij arhitekture. Stekao je doktorat društvenih znanosti iz područja urbane sociologije.
Od početka suradnik u Centru za industrijsko oblikovanje, a do mirovine u Institutu građevinarstva Hrvatske, uz autorske suradnje s drugim institucijama i tvrtkama.
Stručni, znanstveni, edukativni, publicistički i javni rad usmjeren prema kulturnim, umjetničkim, sociološkim, tehnološkim, marketinškim, organizacijskim, kreativnim i kritičkim aspektima življenja i poslovanja u suvremenom svijetu. Urbani svijet – kao mjesto stvaranja, proizvodnje, potrošnje, primjene i odbacivanja artefakata (unikatnih, serijskih, tipskih, standardnih, nestandardnih, itd), kao mjesto boravljenja i putovanja, područje proizvodnje i interakcije vizualnih, audio i multi medija/komunikacija. Kreativno likovno stvaralaštvo kroz fotografiju, kolaž i karikaturu. Usmjerenje naročito na grad Zagreb.
Član ULUPUH-a  Arhivirana inačica izvorne stranice od 3. srpnja 2007. (Wayback Machine) od 1966. godine (Studijska sekcija, Umjetnički savjet), Hrvatskog društva karikaturista, Društva povjesničara umjetnosti Hrvatske, ranije i drugih strukovnih društava (Društvo arhitekata Zagreba, Hrvatsko ergonomijsko društvo, Udruga za promicanje zaštite u radnoj i životnoj sredini), te uredništva časopisa Čovjek i prostor i Ambalaža.
Publicirani prilozi: 15 Dana, Telegram, ČIP, Arhitektura, Kontura, Vijenac, Zarez, Komunalni vjesnik, strukovne publikacije i separati.
Od 80-tih godina prošlog stoljeća niz manjih autorskih interpretativno-studijskih tematskih izložbi (Galerija Modulor, Galerija Prozori, Muzej grada Zagreba, ULUPUH, Galerija Izlog itd.).
Suradnja na pripremnim i provedbenim programima s centrima za kulturu, galerijama, udrugama i građanskim inicijativama i «ad hoc» timovima/radnim ekipama usmjerenim na probleme urbanog okoliša i kvalitetu življenja. Tematske i studijske prezentacije, izložbe, kreativne i likovne radionice. 
Preminuo je u 28. siječnja 2011.

## Izbor izložbi

### Galerija Modulor, Centar za kulturu Trešnjevka, Zagreb
- Cvjetni ulazi na Trešnjevci, fotografije/kolor fotokopije, 1998.

- Trešnjevački ZOO, fotografije/kolor fotokopije, 1998.

- Dossier Vrbik, izložba o povijesno-urbanističkom razvoju Vrbika u prostoru Trnja (autori: Radovan Delalle i Fedor Kritovac - katalog), 2000.

- Preneseni interijeri, fotografije/kolor fotokopije, 2002.

- Skulptura u vrtu, fotografije/kolor fotokopije, 2002.

- Neke zabrane, fotografije/kolor fotokopije, 2004.

- Stara kućna zvonca, fotografije/kolor fotokopije, 2004.

- Stara zvonca, fotografije/kolor fotokopije, izbor panoa iz Galerije Modulor - Knjižnica Prečko, Zagreb, 2005.

### Etnografski muzej, Zagreb
- Zatvori vrata, fotografije/kolor fotokopije i kolor print i tekst – izložba u sklopu muzejsko edukativne i nagradne igre PORTAL, 2005.

- Muzej grada Zagreba, Galerija Paravan, Zagreb:

- Zagrebačke kućne poštanske uložnice, fotografije i kolor fotokopije, 1999.

- Arhitekti i graditelji na zagrebačkim pročeljima, fotografije/kolor fotokopije, 2001.

- Odsjaji zagrebačkih stubišnih vitraja, fotografije/kolor print, CD i tekst, 2003.

### Galerija ULUPUH, Zagreb
- Refleksi i Metafore rata u Zagrebu, studijska izložba fotodokumentacija, 1993.

- Zagrebačka škola karikature 1964 – 1974 – skupna izložba Ivana Pahernika, Ivice Šarića i Ratka Petrića, 1997.

- Intonacije, izložba originalnih karikatura, Galerija Permanenta, Vlaška 72, 1999.

## Vanjske poveznice
- Kritovac, Fedor Hrvatska tehnička enciklopedija, portal hrvatske tehničke baštine. LZMK